# 七尾市立七尾中学校
七尾市立七尾中学校（ななおしりつ ななおちゅうがっこう）は、石川県七尾市にある公立中学校。

## 沿革
- 2017年4月1日 - 七尾市立御祓中学校、七尾市立朝日中学校、七尾市立田鶴浜中学校を統合し開校。
- 2018年12月16日 - 陸上部が滋賀県で行われた第26回全国中学校駅伝大会で女子3位に入賞[2]。

## 部活動
- 野球部
- ソフトボール部
- 陸上部
- サッカー部
- 男子バスケットボール部
- 女子バスケットボール部
- 女子ソフトテニス部
- 男子バドミントン部
- 女子バドミントン部
- 吹奏楽部
- 美術部
- 科学部(廃部予定)(現在活動停止)
- 男子バレーボール部
- 女子バレーボール部
- 男子ソフトテニス部
- 男子卓球部
- 女子卓球部
- 剣道部
- 英会話部
- 水泳部